# Danh sách cầu thủ tham dự giải vô địch bóng đá U-21 châu Âu 2006
Đây là các đội hình tham dự Giải vô địch bóng đá U-21 châu Âu 2006.
Các cầu thủ in đậm từng thi đấu cho đội tuyển quốc gia.

## Bảng A

### Pháp
Huấn luyện viên: René Girard
| Số | Vt | Cầu thủ                 | Ngày sinh (tuổi)            | Số trận | Câu lạc bộ          |
| -- | -- | ----------------------- | --------------------------- | ------- | ------------------- |
| 1  | TM | Jérémy Gavanon          | 20 tháng 9, 1983 (22 tuổi)  |         | Marseille           |
| 2  | TV | Lucien Aubey            | 24 tháng 5, 1984 (21 tuổi)  |         | Toulouse            |
| 3  | HV | Jean-Michel Badiane     | 9 tháng 5, 1983 (23 tuổi)   |         | Paris Saint-Germain |
| 4  | HV | Jérémy Berthod          | 24 tháng 4, 1984 (22 tuổi)  |         | Lyon                |
| 5  | HV | Grégory Bourillon       | 1 tháng 7, 1984 (21 tuổi)   |         | Rennes              |
| 6  | HV | François Clerc          | 18 tháng 4, 1983 (23 tuổi)  |         | Lyon                |
| 7  | TV | Olivier Veigneau        | 16 tháng 7, 1985 (20 tuổi)  |         | Monaco              |
| 8  | TV | Jacques Faty            | 25 tháng 2, 1984 (22 tuổi)  |         | Rennes              |
| 9  | TV | Bacary Sagna            | 14 tháng 2, 1983 (23 tuổi)  |         | Auxerre             |
| 10 | HV | Lassana Diarra          | 10 tháng 3, 1985 (21 tuổi)  |         | Chelsea             |
| 11 | TĐ | Julien Faubert          | 1 tháng 8, 1983 (22 tuổi)   |         | Bordeaux            |
| 12 | TM | Steve Mandanda          | 28 tháng 3, 1985 (21 tuổi)  |         | Le Havre            |
| 13 | TĐ | Yoann Gourcuff          | 11 tháng 7, 1986 (19 tuổi)  |         | Rennes              |
| 14 | TV | Rio Mavuba              | 8 tháng 3, 1984 (22 tuổi)   |         | Bordeaux            |
| 15 | HV | Jérémy Toulalan         | 10 tháng 9, 1983 (22 tuổi)  |         | Nantes              |
| 16 | TV | Mathieu Flamini         | 7 tháng 3, 1984 (22 tuổi)   |         | Arsenal             |
| 17 | TV | Bryan Bergougnoux       | 12 tháng 1, 1983 (23 tuổi)  |         | Toulouse            |
| 18 | TĐ | Jimmy Briand            | 2 tháng 8, 1985 (20 tuổi)   |         | Rennes              |
| 19 | HV | Yoan Gouffran           | 25 tháng 5, 1986 (19 tuổi)  |         | Caen                |
| 20 | TV | Anthony Le Tallec       | 3 tháng 10, 1984 (21 tuổi)  |         | Liverpool           |
| 21 | TĐ | Florent Sinama Pongolle | 20 tháng 10, 1984 (21 tuổi) |         | Liverpool           |
| 22 | TM | Simon Pouplin           | 28 tháng 5, 1985 (20 tuổi)  |         | Rennes              |

### Đức
Huấn luyện viên: Dieter Eilts
| Số | Vt | Cầu thủ            | Ngày sinh (tuổi)            | Số trận | Câu lạc bộ            |
| -- | -- | ------------------ | --------------------------- | ------- | --------------------- |
| 1  | TM | Michael Rensing    | 14 tháng 5, 1984 (22 tuổi)  |         | Bayern Munich         |
| 2  | HV | Moritz Volz        | 21 tháng 1, 1983 (23 tuổi)  |         | Fulham                |
| 3  | HV | Malik Fathi        | 29 tháng 10, 1983 (22 tuổi) |         | Hertha BSC            |
| 4  | HV | Marvin Matip       | 25 tháng 9, 1985 (20 tuổi)  |         | 1. FC Köln            |
| 5  | HV | Markus Brzenska    | 25 tháng 5, 1984 (21 tuổi)  |         | BoNga Dortmund        |
| 6  | HV | Christian Schulz   | 1 tháng 4, 1983 (23 tuổi)   |         | Werder Bremen         |
| 7  | TĐ | Ioannis Masmanidis | 9 tháng 3, 1983 (23 tuổi)   |         | Arminia Bielefeld     |
| 8  | TV | Matthias Lehmann   | 28 tháng 5, 1983 (22 tuổi)  |         | 1860 Munich           |
| 9  | TĐ | Stefan Kießling    | 25 tháng 1, 1984 (22 tuổi)  |         | 1. FC Nürnberg        |
| 10 | TĐ | Christian Eigler   | 1 tháng 1, 1984 (22 tuổi)   |         | Greuther Fürth        |
| 11 | TĐ | Nando Rafael       | 10 tháng 1, 1984 (22 tuổi)  |         | BoNga Mönchengladbach |
| 12 | TM | Patrick Platins    | 19 tháng 4, 1983 (23 tuổi)  |         | VfL Wolfsburg         |
| 13 | TĐ | Patrick Helmes     | 1 tháng 3, 1984 (22 tuổi)   |         | 1. FC Köln            |
| 14 | TV | Gonzalo Castro     | 1 tháng 6, 1987 (18 tuổi)   |         | Bayer Leverkusen      |
| 15 | TV | Alexander Meier    | 17 tháng 1, 1983 (23 tuổi)  |         | Eintracht Frankfurt   |
| 16 | TV | Roberto Hilbert    | 16 tháng 10, 1984 (21 tuổi) |         | Greuther Fürth        |
| 17 | HV | Patrick Ochs       | 14 tháng 5, 1984 (22 tuổi)  |         | Eintracht Frankfurt   |
| 18 | TV | Peter Niemeyer     | 22 tháng 11, 1983 (22 tuổi) |         | Twente                |
| 19 | TV | Eugen Polanski     | 17 tháng 3, 1986 (20 tuổi)  |         | BoNga Mönchengladbach |
| 20 | HV | Lukas Sinkiewicz   | 9 tháng 10, 1985 (20 tuổi)  |         | 1. FC Köln            |
| 21 | TM | Florian Fromlowitz | 2 tháng 7, 1986 (19 tuổi)   |         | 1. FC Kaiserslautern  |
| 22 | TV | Sascha Riether     | 23 tháng 3, 1983 (23 tuổi)  |         | SC Freiburg           |

### Bồ Đào Nha
Huấn luyện viên: Agostinho Oliveira
| Số | Vt | Cầu thủ                       | Ngày sinh (tuổi)            | Số trận | Câu lạc bộ           |
| -- | -- | ----------------------------- | --------------------------- | ------- | -------------------- |
| 1  | TM | Bruno Vale                    | 8 tháng 4, 1983 (23 tuổi)   |         | Porto                |
| 2  | HV | Nélson                        | 10 tháng 6, 1983 (22 tuổi)  |         | Benfica              |
| 3  | TV | Raul Meireles                 | 17 tháng 3, 1983 (23 tuổi)  |         | Porto                |
| 4  | HV | José Semedo                   | 11 tháng 1, 1985 (21 tuổi)  |         | Sporting CP          |
| 5  | HV | Pedro Ribeiro                 | 25 tháng 1, 1983 (23 tuổi)  |         | Porto                |
| 6  | HV | Zé Castro                     | 13 tháng 1, 1983 (23 tuổi)  |         | Académica de Coimbra |
| 7  | TĐ | Ricardo Quaresma (đội trưởng) | 26 tháng 9, 1983 (22 tuổi)  |         | Porto                |
| 8  | TV | Manuel Fernandes              | 5 tháng 2, 1986 (20 tuổi)   |         | Benfica              |
| 9  | TĐ | Hugo Almeida                  | 23 tháng 5, 1984 (22 tuổi)  |         | Porto                |
| 10 | TV | João Moutinho                 | 8 tháng 9, 1986 (19 tuổi)   |         | Sporting CP          |
| 11 | TV | Diogo Valente                 | 23 tháng 9, 1984 (21 tuổi)  |         | Boavista             |
| 12 | TM | Paulo Ribeiro                 | 6 tháng 3, 1984 (22 tuổi)   |         | Porto                |
| 13 | HV | Rolando                       | 31 tháng 8, 1985 (20 tuổi)  |         | Belenenses           |
| 14 | TV | Custódio                      | 24 tháng 5, 1983 (22 tuổi)  |         | Sporting CP          |
| 15 | HV | Nuno Morais                   | 29 tháng 1, 1984 (22 tuổi)  |         | Chelsea              |
| 16 | TV | Bruno Amaro                   | 17 tháng 2, 1983 (23 tuổi)  |         | Penafiel             |
| 17 | TĐ | Silvestre Varela              | 2 tháng 2, 1985 (21 tuổi)   |         | Sporting CP          |
| 18 | TV | Nani                          | 17 tháng 11, 1986 (19 tuổi) |         | Sporting CP          |
| 19 | TĐ | Ricardo Vaz Tê                | 1 tháng 10, 1986 (19 tuổi)  |         | Bolton Wanderers     |
| 20 | TĐ | Lourenço                      | 5 tháng 6, 1983 (22 tuổi)   |         | Sporting CP          |
| 21 | TĐ | Filipe Oliveira               | 27 tháng 5, 1984 (21 tuổi)  |         | Marítimo             |
| 22 | TM | Daniel Fernandes              | 25 tháng 9, 1983 (22 tuổi)  |         | PAOK                 |

### Serbia và Montenegro
Huấn luyện viên: Dragomir Okuka
| Số | Vt | Cầu thủ                         | Ngày sinh (tuổi)            | Số trận | Câu lạc bộ          |
| -- | -- | ------------------------------- | --------------------------- | ------- | ------------------- |
| 1  | TM | Vladimir Stojković (đội trưởng) | 28 tháng 7, 1983 (22 tuổi)  |         | Red Star Belgrade   |
| 2  | HV | Branislav Ivanović              | 22 tháng 2, 1984 (22 tuổi)  |         | Lokomotiv Moscow    |
| 3  | HV | Duško Tošić                     | 19 tháng 1, 1985 (21 tuổi)  |         | Sochaux             |
| 4  | TV | Nemanja Rnić                    | 30 tháng 9, 1984 (21 tuổi)  |         | Partizan            |
| 5  | HV | Milan Stepanov                  | 2 tháng 4, 1983 (23 tuổi)   |         | Trabzonspor         |
| 6  | HV | Milan Biševac                   | 31 tháng 8, 1983 (22 tuổi)  |         | Red Star Belgrade   |
| 7  | TV | Nenad Milijaš                   | 30 tháng 4, 1983 (23 tuổi)  |         | Red Star Belgrade   |
| 8  | TĐ | Boško Janković                  | 1 tháng 3, 1984 (22 tuổi)   |         | Red Star Belgrade   |
| 9  | TĐ | Mirko Vučinić                   | 1 tháng 10, 1983 (22 tuổi)  |         | Lecce               |
| 10 | TV | Simon Vukčević                  | 29 tháng 1, 1986 (20 tuổi)  |         | Saturn Ramenskoe    |
| 11 | TV | Miloš Pavlović                  | 27 tháng 11, 1983 (22 tuổi) |         | Voždovac            |
| 12 | TM | Aleksandar Jović                | 5 tháng 3, 1986 (20 tuổi)   |         | Zeta                |
| 13 | HV | Marko Lomić                     | 13 tháng 9, 1983 (22 tuổi)  |         | Partizan            |
| 14 | TV | Stefan Babović                  | 7 tháng 1, 1987 (19 tuổi)   |         | Partizan            |
| 15 | TV | Dejan Milovanović               | 21 tháng 1, 1984 (22 tuổi)  |         | Red Star Belgrade   |
| 16 | TĐ | Đorđe Rakić                     | 31 tháng 10, 1985 (20 tuổi) |         | OFK Beograd         |
| 17 | TV | Miloš Krasić                    | 1 tháng 11, 1984 (21 tuổi)  |         | CSKA Moscow         |
| 18 | HV | Dušan Basta                     | 18 tháng 8, 1984 (21 tuổi)  |         | Red Star Belgrade   |
| 19 | TV | Ivan Todorović                  | 29 tháng 7, 1983 (22 tuổi)  |         | Zeta                |
| 20 | TĐ | Milan Purović                   | 7 tháng 5, 1985 (21 tuổi)   |         | Red Star Belgrade   |
| 21 | TĐ | Igor Burzanović                 | 25 tháng 8, 1985 (20 tuổi)  |         | Budućnost Podgorica |
| 22 | TM | Miroslav Vujadinović            | 22 tháng 4, 1983 (23 tuổi)  |         | Budućnost Podgorica |

## Bảng B

### Đan Mạch
Huấn luyện viên: Flemming Serritslev

| Số | VT | Cầu thủ                   | Ngày sinh (tuổi)            | Trận | Bàn | Câu lạc bộ    |
| -- | -- | ------------------------- | --------------------------- | ---- | --- | ------------- |
| 1  | TM | Kevin Stuhr Ellegaard     | 23 tháng 5, 1983 (23 tuổi)  | 17   | 0   | Hertha BSC    |
| 2  | HV | Michael Jakobsen          | 2 tháng 1, 1986 (20 tuổi)   | 10   | 0   | AaB           |
| 3  | HV | Leon Andreasen            | 23 tháng 4, 1983 (23 tuổi)  | 20   | 5   | Werder Bremen |
| 4  | HV | Daniel Agger              | 12 tháng 12, 1984 (21 tuổi) | 7    | 3   | Liverpool     |
| 5  | HV | Martin Pedersen           | 9 tháng 10, 1983 (22 tuổi)  | 27   | 0   | AaB           |
| 6  | TV | Rasmus Würtz (đội trưởng) | 18 tháng 9, 1983 (22 tuổi)  | 26   | 0   | AaB           |
| 7  | TV | Martin Bergvold           | 20 tháng 2, 1984 (22 tuổi)  | 11   | 2   | Copenhagen    |
| 8  | TV | Jacob Sørensen            | 12 tháng 2, 1983 (23 tuổi)  | 16   | 2   | AaB           |
| 9  | TĐ | Jonas Kamper              | 3 tháng 5, 1983 (23 tuổi)   | 36   | 3   | Brøndby       |
| 10 | TV | Thomas Kahlenberg         | 20 tháng 3, 1983 (23 tuổi)  | 23   | 7   | Auxerre       |
| 11 | TĐ | Morten Rasmussen          | 31 tháng 1, 1985 (21 tuổi)  | 17   | 8   | Brøndby       |
| 12 | HV | Jakob Poulsen             | 7 tháng 7, 1983 (22 tuổi)   | 16   | 1   | Heerenveen    |
| 13 | TV | Niki Zimling              | 19 tháng 4, 1985 (21 tuổi)  | 1    | 0   | Esbjerg       |
| 14 | HV | Henrik Kildentoft         | 18 tháng 3, 1985 (21 tuổi)  | 7    | 0   | Brøndby       |
| 15 | HV | Frank Hansen              | 23 tháng 2, 1983 (23 tuổi)  | 9    | 0   | Esbjerg       |
| 16 | TM | Theis F. Rasmussen        | 12 tháng 7, 1984 (21 tuổi)  | 3    | 0   | Vejle         |
| 17 | HV | Jonas Troest              | 4 tháng 3, 1985 (21 tuổi)   | 19   | 0   | Hannover 96   |
| 18 | TV | Mikkel Thygesen           | 22 tháng 10, 1984 (21 tuổi) | 8    | 1   | Midtjylland   |
| 19 | TĐ | Johan Absalonsen          | 16 tháng 9, 1985 (20 tuổi)  | 7    | 1   | Brøndby       |
| 20 | TĐ | Simon Busk Poulsen        | 7 tháng 10, 1984 (21 tuổi)  | 7    | 0   | Midtjylland   |
| 21 | TĐ | Nicklas Bendtner          | 16 tháng 1, 1988 (18 tuổi)  | 1    | 2   | Arsenal       |
| 22 | TM | Jesper Hansen             | 31 tháng 3, 1985 (21 tuổi)  | 0    | 0   | Nordsjælland  |

### Ý
Huấn luyện viên: Claudio Gentile
| Số | Vt | Cầu thủ            | Ngày sinh (tuổi)           | Số trận | Câu lạc bộ     |
| -- | -- | ------------------ | -------------------------- | ------- | -------------- |
| 1  | TM | Federico Agliardi  | 11 tháng 2, 1983 (23 tuổi) |         | Palermo        |
| 2  | HV | Alessandro Potenza | 8 tháng 3, 1984 (22 tuổi)  |         | Internazionale |
| 3  | HV | Cesare Bovo (c)    | 14 tháng 1, 1983 (23 tuổi) |         | Roma           |
| 4  | TV | Marco Donadel      | 21 tháng 4, 1983 (23 tuổi) |         | Fiorentina     |
| 5  | HV | Andrea Mantovani   | 22 tháng 6, 1984 (21 tuổi) |         | Chievo         |
| 6  | HV | Giorgio Chiellini  | 14 tháng 8, 1984 (21 tuổi) |         | Juventus       |
| 7  | TĐ | Simone Pepe        | 30 tháng 8, 1983 (22 tuổi) |         | Udinese        |
| 8  | HV | Michele Canini     | 5 tháng 6, 1985 (20 tuổi)  |         | Cagliari       |
| 9  | TĐ | Rolando Bianchi    | 15 tháng 2, 1983 (23 tuổi) |         | Reggina        |
| 10 | TV | Davide Biondini    | 24 tháng 1, 1983 (23 tuổi) |         | Reggina        |
| 11 | TĐ | Gianpaolo Pazzini  | 2 tháng 8, 1984 (21 tuổi)  |         | Fiorentina     |
| 12 | TM | Antonio Mirante    | 8 tháng 7, 1983 (22 tuổi)  |         | Juventus       |
| 13 | HV | Andrea Coda        | 25 tháng 4, 1985 (21 tuổi) |         | Empoli         |
| 14 | TV | Marino Defendi     | 19 tháng 8, 1985 (20 tuổi) |         | Atalanta       |
| 15 | HV | Giuseppe Scurto    | 5 tháng 1, 1984 (22 tuổi)  |         | Chievo         |
| 16 | HV | Damiano Ferronetti | 1 tháng 11, 1984 (21 tuổi) |         | Parma          |
| 17 | TV | Pasquale Foggia    | 3 tháng 6, 1983 (22 tuổi)  |         | Milan          |
| 18 | TV | Riccardo Montolivo | 18 tháng 1, 1985 (21 tuổi) |         | Fiorentina     |
| 19 | TĐ | Raffaele Palladino | 17 tháng 4, 1984 (22 tuổi) |         | Juventus       |
| 20 | TV | Alessandro Rosina  | 31 tháng 1, 1984 (22 tuổi) |         | Torino         |
| 21 | TV | Paolo Sammarco     | 17 tháng 3, 1983 (23 tuổi) |         | Chievo         |
| 22 | TM | Gianluca Curci     | 12 tháng 7, 1985 (20 tuổi) |         | Roma           |

### Hà Lan
Huấn luyện viên: Foppe de Haan
| Số | Vt | Cầu thủ                    | Ngày sinh (tuổi)            | Số trận | Câu lạc bộ |
| -- | -- | -------------------------- | --------------------------- | ------- | ---------- |
| 1  | TM | Kenneth Vermeer            | 10 tháng 1, 1986 (20 tuổi)  |         | Ajax       |
| 2  | HV | Paul Verhaegh              | 1 tháng 9, 1983 (22 tuổi)   |         | Vitesse    |
| 3  | HV | Gijs Luirink               | 12 tháng 9, 1983 (22 tuổi)  |         | Groningen  |
| 4  | HV | Ramon Zomer                | 13 tháng 4, 1983 (23 tuổi)  |         | Twente     |
| 5  | HV | Urby Emanuelson            | 16 tháng 6, 1986 (19 tuổi)  |         | Ajax       |
| 6  | TV | Stijn Schaars (đội trưởng) | 11 tháng 1, 1984 (22 tuổi)  |         | AZ         |
| 7  | TĐ | Romeo Castelen             | 3 tháng 5, 1983 (23 tuổi)   |         | Feyenoord  |
| 8  | TV | Nicky Hofs                 | 17 tháng 5, 1983 (23 tuổi)  |         | Feyenoord  |
| 9  | TĐ | Klaas-Jan Huntelaar        | 12 tháng 8, 1983 (22 tuổi)  |         | Ajax       |
| 10 | TV | Ismaïl Aissati             | 16 tháng 8, 1988 (17 tuổi)  |         | PSV        |
| 11 | TĐ | Daniël de Ridder           | 6 tháng 3, 1984 (22 tuổi)   |         | Celta Vigo |
| 12 | TV | Haris Medunjanin           | 8 tháng 3, 1985 (21 tuổi)   |         | AZ         |
| 13 | TĐ | Patrick Gerritsen          | 13 tháng 3, 1987 (19 tuổi)  |         | Twente     |
| 14 | TĐ | Collins John               | 17 tháng 10, 1985 (20 tuổi) |         | Fulham     |
| 15 | TĐ | Fred Benson                | 10 tháng 4, 1984 (22 tuổi)  |         | Vitesse    |
| 16 | HV | Dwight Tiendalli           | 21 tháng 10, 1985 (20 tuổi) |         | Utrecht    |
| 17 | HV | Ron Vlaar                  | 16 tháng 2, 1985 (21 tuổi)  |         | Feyenoord  |
| 18 | HV | Arnold Kruiswijk           | 2 tháng 11, 1984 (21 tuổi)  |         | Groningen  |
| 19 | HV | Edson Braafheid            | 8 tháng 4, 1983 (23 tuổi)   |         | Utrecht    |
| 20 | TV | Demy de Zeeuw              | 26 tháng 5, 1983 (22 tuổi)  |         | AZ         |
| 21 | TM | Michel Vorm                | 20 tháng 10, 1983 (22 tuổi) |         | Utrecht    |
| 22 | TM | Remko Pasveer              | 8 tháng 11, 1983 (22 tuổi)  |         | Twente     |

### Ukraina
Huấn luyện viên: Oleksiy Mykhaylychenko
| Số | Vt | Cầu thủ                         | Ngày sinh (tuổi)            | Số trận | Câu lạc bộ            |
| -- | -- | ------------------------------- | --------------------------- | ------- | --------------------- |
| 1  | TM | Andriy Pyatov                   | 28 tháng 6, 1984 (21 tuổi)  |         | Vorskla Poltava       |
| 2  | HV | Oleksandr Romanchuk             | 21 tháng 10, 1984 (21 tuổi) |         | Dynamo Kyiv           |
| 3  | HV | Mykola Ischenko                 | 9 tháng 3, 1983 (23 tuổi)   |         | Karpaty Lviv          |
| 4  | HV | Dmytro Nevmyvaka                | 19 tháng 3, 1984 (22 tuổi)  |         | Metalurh Zaporizhzhya |
| 5  | HV | Oleksandr Yatsenko (đội trưởng) | 24 tháng 2, 1985 (21 tuổi)  |         | Dynamo Kyiv           |
| 6  | HV | Dmytro Chyhrynskyi              | 7 tháng 11, 1986 (19 tuổi)  |         | Shakhtar Donetsk      |
| 7  | TĐ | Maksym Feschuk                  | 25 tháng 11, 1985 (20 tuổi) |         | Karpaty Lviv          |
| 8  | TĐ | Oleksandr Aliyev                | 3 tháng 2, 1985 (21 tuổi)   |         | Dynamo Kyiv           |
| 9  | TV | Adrian Pukanych                 | 22 tháng 6, 1983 (22 tuổi)  |         | Shakhtar Donetsk      |
| 10 | TĐ | Artem Milevskyi                 | 12 tháng 1, 1985 (21 tuổi)  |         | Dynamo Kyiv           |
| 11 | TĐ | Ruslan Fomyn                    | 2 tháng 3, 1986 (20 tuổi)   |         | Shakhtar Donetsk      |
| 12 | TM | Oleksandr Rybka                 | 10 tháng 4, 1987 (19 tuổi)  |         | Dynamo Kyiv           |
| 13 | TV | Serhiy Pylypchuk                | 26 tháng 11, 1984 (21 tuổi) | 2       | Spartak Nalchik       |
| 14 | TV | Yevhen Cheberyachko             | 19 tháng 6, 1983 (22 tuổi)  |         | Arsenal Kyiv          |
| 15 | HV | Hryhoriy Yarmash                | 4 tháng 1, 1985 (21 tuổi)   |         | Dynamo Kyiv           |
| 16 | TĐ | Ivan Kryvosheyenko              | 11 tháng 5, 1984 (22 tuổi)  | 0       | Illychivets Mariupol  |
| 17 | HV | Taras Mykhalyk                  | 28 tháng 10, 1983 (22 tuổi) |         | Dynamo Kyiv           |
| 18 | TV | Oleksiy Hodin                   | 2 tháng 2, 1983 (23 tuổi)   |         | Metalurh Zaporizhzhya |
| 19 | TV | Oleksandr Maksymov              | 13 tháng 2, 1985 (21 tuổi)  |         | Kharkiv               |
| 20 | TV | Oleksandr Sytnyk                | 2 tháng 1, 1985 (21 tuổi)   |         | Dynamo Kyiv           |
| 21 | TV | Andriy Oberemko                 | 18 tháng 3, 1984 (22 tuổi)  |         | Kharkiv               |
| 22 | TM | Yevhen Shyryayev                | 22 tháng 2, 1984 (22 tuổi)  |         | Chornomorets Odessa   |